# Nova Redenção
Nova Redenção é um município brasileiro do estado da Bahia localizado na região da Chapada Diamantina.

## Geografia
O território do município tem aproximadamente 565,356 km², encontra-se situado entre a mesorregião Centro-sul baiano e na Microrregião Seabra. A cidade localiza-se ao leste do município de Boa Vista do Tupim, e ao sul com  e ao oeste e norte com Andaraí. O município faz ligações com a capital baiana pelas rodovias da BR-324, BR-116, BR-242, BA-142 e BA-479 em um percurso total de 410 km.

### Hidrografia
O Município encontra-se inserido na bacia do rio Paraguaçu e o riacho da Pedra.

## Infraestrutura

### Educação
No ano de 2021 o município  possuía 6 escolas de ensino fundamental e 1 de ensino médio que atendiam crianças e adolescentes de 6 a 17 anos, e contavam com 12 docentes do ensino médio e 82 do ensino fundamental. Além disso a taxa de escolarização de crianças e adolescentes entre 6 e 14 anos, no ano de 2010,foi de 95,1%.

### Saúde
O município possui algumas unidades de saúde dentre as quais se destacam, Centro de Fisioterapia de Nova Redenção, UBS Vereador Luiz Antônio Da Silva, UFS Valdionor Novais Nunes.